# Gehandicaptenzorg in België
De gehandicaptenzorg in België is een overkoepelende term voor de ondersteuning voor personen met een handicap in België.

## Federaal niveau
Na de federalisering van de overheid bestaan er op federaal (of nationaal) niveau volgende bevoegdheden:

### Sociale bijstand
De Federale overheid staat in voor de toekenning van de tegemoetkomingen (inkomensvervangende tegemoetkoming, integratietegemoetkoming en tegemoetkoming voor hulp aan bejaarden). De Directie-Generaal Personen met een handicap van de Federale Overheidsdienst Sociale Zekerheid onderzoekt de aanvragen en staat in voor de medische onderzoeken.
Andere mogelijkheden zijn het leefloon (via het OCMW), de inkomensgarantie voor ouderen (via de Rijksdienst voor Pensioenen), de Tegemoetkoming voor hulp van derden en de Tegemoetkoming voor chronisch zieken (via het ziekenfonds), maatregelen voor oorlogsslachtoffers, aanvullend loon bij opleiding, andere provinciale of gemeentelijke maatregelen en een vermindering op de inkomensbelasting.

### Fiscale en sociale voordelen voor personen met een handicap
De Directie-Generaal Personen met een handicap staat ook in voor de medische onderzoeken voor fiscale en sociale voordelen toegekend aan personen met een handicap. 
Wat betreft fiscale voordelen gaat het mogelijk om vermindering op de inkomensbelasting van natuurlijke personen, vermindering van onroerende voorheffing, vermindering van de registratierechten en successierechten, btw-vermindering bij aankoop en gebruik van auto, vrijstelling op invoerrechten en vrijstelling op de saneringsbijdrage/heffing voor afvalwater.
Wat betreft sociale voordelen gaat het mogelijk om sociaal tarief voor telefoon en gsm, sociaal tarief voor gas en elektriciteit, vermindering abonnementsgeld kabeldistributie, portvrijdom voor blinde personen, alarmfax voor doven, cardstop voor doven, teletekst, teletolk en voordelen met tot mobiliteit (openbaar vervoer, parkeerkaart), gezondheid (gezondheidszorgen) en wonen (sociale huisvesting). 
De Federale overheidsdienst Sociale Zekerheid wisselt voor de toekenning van de voordelen informatie uit met de betrokken diensten en instanties.

### Sociale zekerheid
Een aantal regelingen die onder de noemer 'sociale zekerheid' vallen, behoren tot de bevoegdheid van de Federale overheid, zoals verhoogde kinderbijslag, gezondheidszorgen, prestaties voor revalidatie en scholing, speciaal solidariteitsfonds, werkloosheid en pensioenen.
Wat betreft de sociale verzekeringen, kunnen personen met een handicap terecht voor een ziekte - en invaliditeitsuitkering (via de Rijksdienst voor Ziekte en Invaliditeitsverzekering), bij het Fonds voor Beroepsziekten (voor een vergoeding voor arbeidsongeschikt door een beroepsziekte of arbeidsongeval), bij de Rijksdienst voor Arbeidsvoorziening voor een werkloosheidsuitkering, en bij de Rijksdienst voor Pensioenen voor een pensioen.
Wat betreft de verhoogde kinderbijslag, een laatste mogelijkheid, staat de Directie-generaal Personen met een handicap in voor de medische onderzoeken voor de bijkomende kinderbijslag voor kinderen met een handicap. Het kinderbijslagfonds of de instelling die gewoonlijk de kinderbijslag uitbetaalt is bevoegd om de verhoogde kinderbijslag toe te kennen. De Rijksdienst voor Kinderbijslag voor Werknemers is voor werknemers het overkoepelend overheidsorgaan.

### Tewerkstelling
Terwijl op gewestelijk niveau de arbeidsbemiddeling en beroepsopleiding wordt geregeld, staat de Federale overheid in voor de elementen bezoldiging, gewaarborgd minimum maandinkomen (GGMI) in de beschutte werkplaatsen, tewerkstelling in de federale administraties, cao's en maatregelen in de sociale zekerheid en loopbaanonderbreking.

### Juridische bescherming
De Federale overheid is bevoegd voor de verlengde minderjarigheid, onbekwaamverklaring, gerechtelijke raadsman, voorlopige bewindvoering, bescherming van de goederen van personen die onbekwaam zijn die te beheren, bescherming van de persoon van de geesteszieke, bescherming bij internering, burgerlijke aansprakelijkheid en schenkingen & testamenten.

## Vlaams niveau

### Algemeen

#### Vlaamse overheid
Op Vlaams niveau bestaan op vlak van de doelgroep personen met een handicap de bevoegdheden zorg, tewerkstelling, cultuur en onderwijs. 
Daarnaast bestaan er op Vlaams niveau een aantal diensten, die onder meer de toegankelijkheid bevorderen en de beeldvorming & gelijke kansenbeleid verbeteren. 
Ook het gemeenschappelijk vervoer (De Lijn), huisvestingsmaatregelen, en vrijstelling van verkeersbelasting en van belasting op inverkeerstelling behoren tot de bevoegdheid van de Vlaamse overheid (meer bepaald het Vlaams Gewest).

#### Provinciaal niveau
Elke provincie heeft een eigen aanbod van premies en voordelen voor haar inwoners. Op provinciaal niveau kan men onder meer terecht voor tussenkomst in een aantal initiatieven zoals provinciebelasting, huisvesting, vervoer en verzorging, en advies voor aanpassing van de woning. Daarnaast zijn er ook projecten en voordelen die per provincie verschillen. 
Op provinciaal niveau ressorteert de bevoegdheid 'personen met een handicap' onder het gebied 'welzijn en zorg', met onder meer de Centrale Registratie van Zorgvragen, de kaderondersteuning en overlegplatformen.

#### Gemeentelijk niveau
Binnen de gemeente regelen OCMW en gemeentebestuur voordelen en initiatieven voor personen met een handicap. Het OCMW werkt volgens het individuele dossier op basis van de wetgeving van toepassing op de kansarmoede. Het gemeentebestuur werkt op basis van de gemeentewetgeving. Daarnaast bestaat er een hele sociale kaart aan diensten die personen met een handicap kunnen helpen met tal van zorg -, hulp - en dienstverleningsvragen zoals thuiszorgwinkel of zorgcentrum, lokaal dienstencentrum, algemeen welzijnswerk, ...

### Zorg
De zorginstellingen worden deels of volledig gesubsidieerd door het Vlaams Agentschap voor Personen met een Handicap, onder de bevoegdheid van het Ministerie van Welzijn. De zorginstellingen worden opgedeeld in ambulante, semi-residentiële en residentiële voorzieningen, naar wonen en dagbesteding.
Behalve de werkings - investeringssubsidies wordt er op Vlaams niveau ook beslist over erkenning -en financieringsnormen.

### Tewerkstelling
Sinds 1 april 2006 is de begeleiding voor personen met een handicap op vlak van tewerkstelling overgeheveld naar de VDAB, onder de bevoegdheid van het Ministerie van Tewerkstelling. De Beschutte Werkplaatsen vallen vanaf die datum onder de noemer 'sociale economie'.

### Cultuur
Vanaf 2007 wordt de bevoegdheid voor de (aangepaste) vrijetijdsbesteding voor personen met een handicap overgeheveld naar het Ministerie van Cultuur. De 'vrijetijdsondersteunende zorg' (persoonlijke assistentie, tegemoetkoming in het materiaal, trajectbegeleiding op vlak van vrije tijd, aanbod voor personen met een zware zorgbehoefte) blijft de bevoegdheid van het 'Vlaams Fonds' (het Vlaams Agentschap voor Personen met een Handicap)

### Onderwijs
Het onderwijs voor personen met een handicap (buitengewoon onderwijs, geïntegreerd onderwijs, inclusief onderwijs of gewoon onderwijs) is de bevoegdheid van het Vlaams Ministerie van Onderwijs en Vorming.

## Waals niveau
L'Agence wallonne pour l'intégration des Personnes Handicapées (AWIPH), of het Waals Agentschap voor de integratie van gehandicapte personen, biedt ondersteuning voor de persoon met een handicap (en zijn familie), diensten die mensen met een handicap ondersteunen en werkgevers.

## Brussels niveau
Op vlak van gehandicaptenzorg binnen het Brussels Gewest is le Service bruxellois francophone des personnes handicapées (SBFPH), of de Franstalige Brusselse dienst voor personen met een handicap, bevoegd, onder bevoegdheid van de Franse Gemeenschapscommissie van het Brussels Hoofdstedelijk Gewest.

## Duitstalig niveau
De Dienststelle für Personen mit Behinderung (DPB) is bevoegd voor het gehandicaptenbeleid binnen de Duitstalige gemeenschap.